# Командний чемпіонат Європи з легкої атлетики
Командний чемпіонат Європи з легкої атлетики (англ. European Athletics Team Championships) — міжнародне змагання серед легкоатлетичних збірних команд країн-членів Європейської легкоатлетичної асоціації, що проводиться асоціацією раз на два роки. Перший командний чемпіонат відбувся в 2009, прийшовши на зміну іншому командному змаганню — Кубку Європи з легкої атлетики, — яке щорічно проводилось з 1965.

## Кубок Європи
Кубок Європи з легкої атлетики свого часу став першим офіційним командним змаганням в історії світового легкоатлетичного спорту. Свою історію він веде з 1965, коли в західнонімецьких містах Штутгарті та Касселі був проведений перший фінал європейського Кубка. Але і у цього змагання була восьмирічна передісторія.
Починаючи з 1957, щорічно проводився матч «Шести країн» за участі національних збірних ФРН, Франції, Італії, Швейцарії, Нідерландів та Бельгії, де кожна команда була представлена тільки одним атлетом у кожному виді. На початку 60-х років тодішній керівник Європейського комітету ІААФ італієць Бруно Дзаулі виступив з пропозицією розширити рамки матчу «Шести» до рівня загальноєвропейського турніру, назвавши його Кубком континенту.
У квітні 1963 в Римі на засіданні Європейського комітету Дзаулі виклав принципи організації Кубка. Його ідею активно підтримали інші члени комітету, які створили спеціальну групу з розробки регламенту Кубка. Сам же Дзаулі заснував і головний приз — так звану «Флорентійську чашу», створену майстрами епохи Відродження. Однак «Батько» Кубку так і не побачив свого дітища. 7 грудня 1963 під час церемонії відкриття шкільного спортивного центру в місті Гроссето у Дзаулі стався розрив серця.
Подальшу роботу з організації нового змагання, що отримав назву «Кубок Європи Бруно Дзаулі», очолив віце-президент Європейського комітету Леонід Хоменков. У травні 1964 в Парижі був погоджений і затверджений регламент Кубку Європи, а під час Олімпійських ігор в Токіо він був включений до календаря змагань сезону-1965.
Кубок Європи — змагання, яке складалося з двох частин. Хоча чоловічі та жіночі команди найчастіше виступали разом, на одному стадіоні, першість вони оспорювали окремо. Чоловічі команди розігрували старовинну «Флорентійську чашу», придбану Бруно Дзаулі, а жінки — «Срібну дівчину» — масивну скульптуру роботи художника Іво Сандіча з тодішньої Югославії.
У дебютному старті 1965 національні команди виступали окремо — чоловіки змагалися в Штутгарті, а жінки — в Касселі. Потім був свого роду експериментальний період. У 1967, коли змагання проходили в Києві, чоловічі та жіночі команди виступали разом. Наступний розіграш пройшов вже через три роки, і чоловіки знову змагались окремо від жінок. Але після цього з «експериментами» було завершено. У 1973 знову повернулися до дворічного циклу і до спільних стартів, а 20 років потому — з 1993 Кубок, або де-факто Кубки Європи стали розігруватися щорічно.
За роки проведення Кубку його регламент зазнав чимало змін. У першому розіграші в 1965 на старт вийшли 24 чоловічих і 18 жіночих національних збірних. У чоловіків змагання тоді пройшли в три кола — спочатку 8 команд, розділених на два квартети, провели так званий попередній раунд, переможці якого отримали право виступити в півфіналах. Потім по дві кращі команди кожного з трьох півфіналів вийшли в фінал. У жіночій першості відбіркових змагань не було: відразу були проведені півфінали і потім фінал. До 1973 в фіналах виступали по 6 найсильніших збірних, в 1975 кількість фіналістів була збільшена до восьми.
З 1977 фіналів стало два — А і В, в які потрапляли по вісім команд за підсумками півфіналів. З 1983 змагання стали проводитися в один круг, а всі збірні залежно від результатів попередніх розіграшів були поділені на фінали А, В, С1 і С2. Набрав чинності принцип ротації — після чергового розіграшу одна або дві команди, які посіли останні місця у вищому дивізіоні, переходили до нижчого, поступаючись своїми місцями його переможцям.
У 1993—1995 вісімка найсильніших команд стала називатися Суперлігою, всі інші збірні складали перший і другий дивізіони по дві групи в кожному, між якими і здійснювалася ротація. З 1996 змагання найсильніших команд, які безпосередньо змагались за «Флорентійську чашу» і «Срібну дівчину», стали називатись «Кубок Європи Spar», а решта команд були розділені на першу і другу ліги, що складались з двох груп кожна, з щорічним обміном гірших команд «згори» на кращі «знизу».
Програма змагань і чоловічих, і жіночих команд однакова, до неї входило по 20 видів бігу — на 100, 200, 400, 800, 1500, 3000 і 5000 метрів, на 110 (у жінок — 100 метрів) і 400 метрів з бар'єрами, на 3000 метрів з перешкодами, естафети 4×100 і 4×400 метрів, стрибки — у висоту, з жердиною, у довжину і потрійним, штовхання ядра, метання диска, молота і списа. В інших видах — бігу на 10000 метрів, марафонському бігу, спортивній ходьбі та багатоборстві — Кубки Європи розігрувались окремо.
Перше місце в кожному виді приносило команді 8 очок, відповідно восьме місце — 1 очко. Виключення було зроблено під час розіграшів Кубків 1993 і 1996 років, коли в найсильнішій групі виступало по 9 збірних і 1-е місце у виді оцінювалося в 9 очок.
Найбільша кількість перемог в боротьбі за «Флорентійську чашу» — по 6 — на рахунку команд СРСР, НДР, Великої Британії та Німеччини, 3 рази — Франції, по одній перемозі у збірних Росії і Польщі. «Срібна дівчина» найчастіше «гостювала» у Москві — 17 раз (і в тому числі останні 12 років поспіль), з них 14 раз її вручали збірній Росії і ще тричі — команді СРСР, 9 перемог в активі збірної НДР і 3 — Німеччини.

## Командний чемпіонат
На Конгресі ЄАА 2007 року було ухвалене рішення, починаючи з 2009, замість Кубку Європи проводити командний чемпіонат континенту. Назва змінилася, але суть цього командного змагання залишилася такою, як і була раніше, — та ж програма, той же поділ національних збірних на групи або ліги, та ж ротація між ними.
Командний чемпіонат Європи, який змінив в календарі Кубок континенту, спочатку мав експериментальний характер. Його регламент був, певною мірою, надуманим і після змагань 2009 року в португальській Лейрії викликав чимало нарікань. Як і під час розіграшу Кубка Європи національні збірні були розбиті на ліги. Але на цей раз у вищому дивізіоні виступали не вісім, як раніше, а дванадцять команд. Внаслідок цього в спринтерському, бар'єрному і естафетному бігу довелося проводити по два забіги в кожному виді, а це ставило учасників в нерівні умови і вплинуло на розподіл місць учасників і команд. На більш довгих дистанціях вирішили застосувати правило, взяте у велосипедистів — учасник, який останнім завершує певний відрізок дистанції, отримував червону картку та мав зійти з дистанції. Не всі бігуни змогли до цього звикнути, і це призводило до непорозумінь. Так, наприклад, у 2009 біг на 3000 метрів у жінок виграла іспанка Родрігес, але виявилося, що вона не помітила або проігнорувала червону картку і перемоги її зрештою позбавили. Не назвеш комфортною і ситуацію з бігом на 800 метрів, коли всі 12 учасників забігу стартували від загальної лінії, а не окремими доріжками, як це прийнято на інших великих міжнародних змаганнях.
У стрибунів ввели ліміт на кількість невдалих спроб, і далеко не всі спортсмени змогли приноровитись до незвичних умов. Але, мабуть, найбільш важливою відмінністю нового чемпіонату від попереднього Кубка став загальний залік — тепер і чоловіки, і жінки стали «складати» очки в загальну «скарбничку». В наступні роки організатори врахували деякі критичні зауваження щодо проведення змагань.

## Формат чемпіонату
Загалом формат командного чемпіонату передбачає змагання національних команд у чотирьох групах — Суперлізі, першій, другій та третій лігах. Кількісний склад збірних у кожній лізі становив 12 команд. За підсумками виступів у кожній лізі визначаються збірні, які переходять до більш високої ліги (це — перші дві команди першої ліги та перші три команди другої та третьої ліг), а також ті, що понижуються в статусі (це — останні дві команди Суперліги та останні три команди першої та другої ліг відповідно). Кожна збірна має право заявити до участі в чемпіонаті максимум по 25 чоловіків та 25 жінок.
У квітні 2018 Рада Європейської легкоатлетичної асоціації ухвалила рішення зменшити, починаючи з чемпіонату-2021, тривалість проведення змагань (з 3 до 2 днів) та кількісний склад збірних Суперліги з 12 до 8 (або 9, якщо збірна країни-господаря змагань не матиме права виступати в Суперлізі). Внаслідок цього, за підсумками чемпіонату-2019, до Суперліги, а також першої та другої ліг виходили не по три, а по одній збірній-переможниці більш низької ліги, а Суперлігу, першу та другу ліги залишали п'ять (замість трьох) збірних.
Формат командного чемпіонату 2023 року був знову змінений. Він передбачав змагання національних команд у трьох дивізіонах — першому, другому та третьому. Кількісний склад збірних у кожному дивізіоні становив 16, 16 та 15 команд відповідно. За підсумками виступів у кожній лізі визначаються збірні, які переходять до більш високої ліги (це — перші три команди другого та третього дивіхіонів), а також ті, що понижувалися в статусі (це — останні три команди першого та другого дивізіонів).

## Міста-господарі

Зеленим кольором виділені країни, міста яких виступали принаймні один раз господарем Суперліги командного чемпіонату Європи

| Рік  | Суперліга  | Перша ліга  | Друга ліга       | Третя ліга       |
| ---- | ---------- | ----------- | ---------------- | ---------------- |
| 2009 | Лейрія     | Берген      | Банська Бистриця | Сараєво          |
| 2010 | Берген     | Будапешт    | Белград          | Марса            |
| 2011 | Стокгольм  | Ізмір       | Новий Сад        | Рейк'явік        |
| 2013 | Гейтсхед   | Дублін      | Каунас           | Банська Бистриця |
| 2014 | Брауншвейг | Таллінн     | Рига             | Тбілісі          |
| 2015 | Чебоксари  | Іракліон    | Стара Загора     | Баку             |
| 2017 | Лілль      | Вааса       | Тель-Авів        | Марса            |
| 2019 | Бидгощ     | Саннес      | Вараждин         | Скоп'є           |
| 2021 | Хожув      | Клуж-Напока | Стара Загора     | Лімасол          |

| Рік  | 1 дивізіон | 2 дивізіон | 3 дивізіон |
| ---- | ---------- | ---------- | ---------- |
| 2023 | Хожув      | Хожув      | Хожув      |
| 2025 | Мадрид     | Марибор    | Марибор    |
| 2027 | Хожув      |            |            |

## Переможці
| Рік  | Суперліга | Перша ліга | Друга ліга | Третя ліга |
| ---- | --------- | ---------- | ---------- | ---------- |
| 2009 | Німеччина | Білорусь   | Литва      | Ізраїль    |
| 2010 | Росія     | Чехія      | Швейцарія  | Данія      |
| 2011 | Росія     | Туреччина  | Естонія    | Ізраїль    |
| 2013 | Росія     | Чехія      | Словенія   | Словаччина |
| 2014 | Німеччина | Білорусь   | Швейцарія  | Кіпр       |
| 2015 | Росія     | Чехія      | Данія      | Словаччина |
| 2017 | Німеччина | Швеція     | Угорщина   | Люксембург |
| 2019 | Польща    | Португалія | Естонія    | Ісландія   |
| 2021 | Польща    | Чехія      | Угорщина   | Сербія     |

| Рік  | 1 дивізіон | 2 дивізіон | 3 дивізіон |
| ---- | ---------- | ---------- | ---------- |
| 2023 | Італія     | Угорщина   | Ірландія   |
| 2025 | Італія     | Бельгія    | Ісландія   |